# تشارلز مان هاميلتون
تشارلز مان هاميلتون (بالإنجليزية: Charles Mann Hamilton)‏ هو سياسي أمريكي، ولد في 23 يناير 1874 في الولايات المتحدة، وتوفي في 3 يناير 1942. حزبياً، نشط في الحزب الجمهوري. وقد انتخب عضو جمعية ولاية نيويورك وانتخب عضو مجلس ولاية نيويورك وانتخب عضو مجلس النواب الأمريكي.